# Гембиці (Чарнковсько-Тшцянецький повіт)
Ґембіце (пол. Gębice, нім. Gembitz) — село в Польщі, у гміні Чарнкув Чарнковсько-Тшцянецького повіту Великопольського воєводства.
Населення — 986 осіб (2011).
Розташоване за 60 км на північ від Познані. Засноване у XVI столітті. Належало родині Палішевських гербу Абданк, згодом — Гембицьким гербу Наленч. Місце народження примаса Польщі Лаврентія (Вавжинця) Гембицького. До початку XX століття у селі домінувала протестантська громада, після того — католицька. Населення — близько 1200 осіб.
У 1975-1998 роках село належало до Пільського воєводства.

## Демографія
Демографічна структура станом на 31 березня 2011 року:
|          | Загалом | Допрацездатний вік | Працездатний вік | Постпрацездатний вік |
| -------- | ------- | ------------------ | ---------------- | -------------------- |
| Чоловіки | 511     | 107                | 372              | 32                   |
| Жінки    | 475     | 110                | 287              | 78                   |
| Разом    | 986     | 217                | 659              | 110                  |